# Rudolf von Jhering

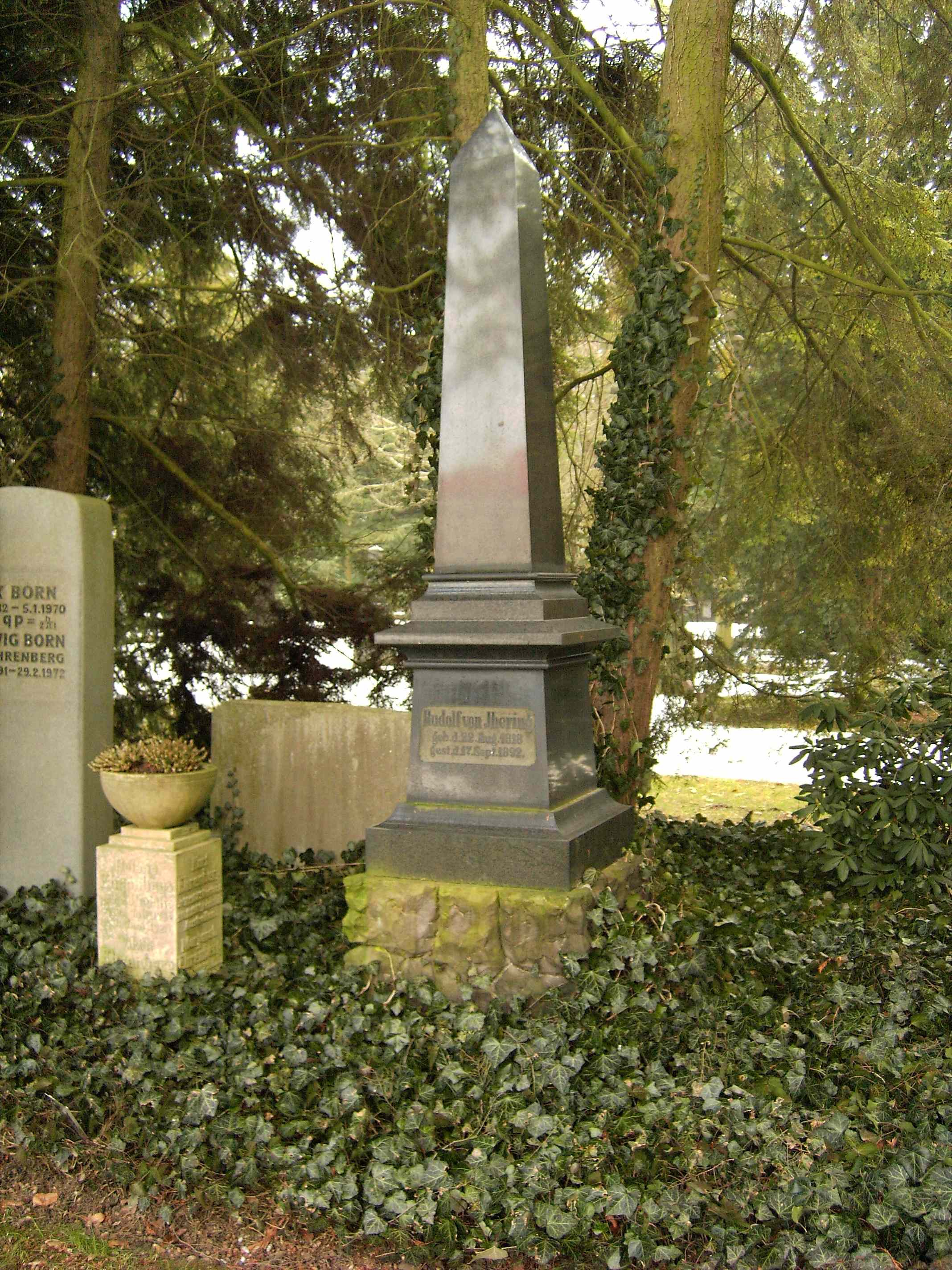
La tomba di von Jhering a Gottinga

Rudolf von Jhering (Aurich, 22 agosto 1818 – Gottinga, 17 settembre 1892) è stato un giurista tedesco, ultimo grande esponente della Scuola Storica.

## Biografia
Jhering studiò a Heidelberg, Gottinga, Monaco e Berlino, dove ottenne il dottorato nel 1845. Si conquistò ben presto la fama di illustre romanista insegnando a Basilea, Rostock, Kiel e Gießen.
Nel 1868 si stabilì a Vienna. Qui, nel 1872, durante la conferenza d'addio alla fine del suo insegnamento, nacque la famosa lezione La lotta per il diritto (in tedesco Der Kampf ums Recht), opera di ineguagliato successo, tradotta in ventisei lingue e con venti edizioni in appena due anni.
Nella sua opera criticò fortemente la corrente di pensiero della Pandettistica tedesca. A tale scopo compose articoli che dapprima vennero pubblicati separatamente e in seguito formarono un'opera unitaria: Serio e faceto nella Giurisprudenza (in tedesco Scherz und Ernst in der Jurisprudenz).
Dapprima esaltò, poi derise la giurisprudenza e la piramide concettuale di Georg Friedrich Puchta e il suo metodo deduttivo.
Fu un grande maestro. In Italia Emanuele Gianturco si ritenne il suo più grande ammiratore, come testimoniato dalla fitta corrispondenza epistolare tra i due.
La sua opera più importante è Lo scopo del diritto (in tedesco Der Zweck im Recht), composta nel 1877.

## Opere
- Der Kampf um's Recht, Vienna, 1872
- Scherz und Ernst in der Jurisprudenz, Göttingen, 1891
- Über den Grund des Besitzesschutzes: eine Revision der Lehre vom Besitz, Jena, Mauke, 1869, tr. it. di F. Forlani, Sul fondamento della protezione del possesso, Milano, Vallardi, 1872.
- Mitwirkung für fremde Rechtsgeschäfte, Jahrbücher für die Dogmatik des heutingen römischen Deutschen Privatsrechts, 1858, ora in Gesammelte Aufsätze, I, Jena, 1881, vol. I.
- Der Zweck im Recht, trad. It. Torino, 1972.
- Geist des roemischen Rechts, Lipsia, 1921-1924.

## Traduzioni italiane
- La lotta per il diritto, Bari, Laterza, 1960
- Lo scopo nel diritto, Torino, Einaudi, 1972.
- La lotta per il diritto e altri saggi, Milano, Giuffrè, 1989
- Il Momento della colpa nel diritto privato romano, Napoli, Jovene, 1990.
- Carteggio Jhering-Gerber (1849-1872), Milano, Giuffrè, 1977.